# كفور كوم أمبو
قرية كفور كوم أمبو هي إحدى القرى التابعة لمركز كوم أمبو في محافظة أسوان في جمهورية مصر العربية.